# 도리도
도리도(桃李島)는 경기도 화성시 서신면 백미리 산144 번지에 위치한 무인도로, 면적은 3만2 m²이다. 육지의 궁평항에서 서쪽으로 약 5.5 km 거리에 있으며, 소도리도(백미리 산142 번지)는 남쪽으로 850 m 떨어져 있다.

## 역사
본래 이 섬은 섬에서 서쪽으로 19 km 떨어진 안산시 풍도 주민들이 20세기 초부터 100여 년 동안 매년 11월에 집단으로 옮겨와 겨울이 끝날 때까지 인근 갯벌에서 굴과 바지락을 캐던 곳이다. 그러나, 시화지구와 화옹지구의 대규모 간척사업으로 조류가 바뀌면서 화성시 서신면 송교리 동죽 갯벌 수백만평이 졸지에 '조개 무덤'으로 변해 버리자 1999년 화성 어민들이 어업연고권을 주장하면서 법적 분쟁이 일어났다.
2006년 대법원 판결로 안산시 풍도 주민들은 도리도에서의 어업행위를 인정받지 못하게 되었다.(도리도항#연혁 참고)

## 지리
섬은 동서 방향으로 긴 모양이다. 동쪽 해안에는 해빈이 발달해 있는데, 사취가 5m의 폭으로 1.5 km가량 형성되어 있다. 서쪽 해안은 20m 높이의 해식애로 되어 있다. 섬은 엽리 구조의 호상편마암으로 주로 구성되어 있다.
2008년의 조사에서 총 66종의 식물을 확인하였다. 이 중 소나무와 곰솔 등의 침엽수가 우세하며, 칡 군락이 있다. 무척추동물의 경우 고랑따개비가 우점종이며, 해조류는 발견되지 않았다.
이 섬에서 북동쪽으로 3.1 km 떨어진 섬(서신면 송교리 산107 번지)을 다음, 네이버 등 대한민국의 포털 사이트 지도에서는 '도리도'라고 쓰고 있으나, 대한민국 해양수산부에서는 '와석포'라고 지칭하고 있다.

## 같이 보기
- 도리도항